# Oorlogsgedenkteken Tuindorp Oostzaan
Het Oorlogsgedenkteken Tuindorp Oostzaan is een kunstwerk in Amsterdam-Noord.
Het vrij onbekende beeld is gemaakt door Jan Havermans voornamelijk bekend vanwege zijn oorlogsmonument Monument gefusilleerde verzetsstrijders op de Apollolaan in Amsterdam-Zuid. Het monument in Amsterdam-Noord staat aan de Meteorensingel in een parkje bij de voormalige Prinses Julianaschool. Ook in de 21e eeuw worden hier op 4 mei oorlogsslachtoffers herdacht van de buurt Tuindorp Oostzaan.
Het beeld bestaat uit een naar vrijheid wegvliegende vogel in brons op een betonnen zuil. Op de betonnen zuil is in reliëf een gevallen persoon te zien. Het beeld kwam tot stand na een inzameling onder de bewoners van Tuindorp Oostzaan.